# Deania quadrispinosa
El quelvacho de nariz larga, Deania quadrispinosa, es una especie de tiburón perro, que se encuentra en el Atlántico y océano Índico de Namibia a Mozambique y en el sur del Pacífico frente al sur de Australia.
El quelvacho de nariz larga tiene un hocico más largo que el quelvacho hocicudo, carece de aleta analy las aletas dorsales tienen espinas pequeñas y venenosas. Es de color marrón oscuro y crece cerca de 114 cm.
Su reproducción es ovovivípara.
Este tiburón vive en profundidades de entre 150 y 732 m. Se alimenta de otros peces.